# アビバ・スタジアム
アビバ・スタジアム（Aviva Stadium）は、アイルランドの首都、ダブリンのランズダウン・ロードにあり、フットボール・アソシエーション・オブ・アイルランド(FAI)とアイルランドラグビー協会(IRFU)が共同所有する多目的スタジアムである。サッカーアイルランド共和国代表・ラグビーアイルランド代表の国際試合やカップ戦の決勝戦に使用されるほか、コンサートなどにも使用される。2010年5月14日にオープン。

## 概要
かつてのスタジアムであったランズダウン・ロードを2007年初頭に閉鎖して取り壊し、2010年4月に50000人収容（すべて椅子席）のラグビー・サッカー場として再オープン。2004年1月に発表された計画によれば、費用は約3億6500万ユーロ（約550億円）であり、そのうち1億9000万ユーロをアイルランド政府が負担し、残りをIRFUとFAIが負担した。設計・施工はHOK SVE社、Buro Happold社およびME Engineers社である。改修は2007年3月に始まり、2010年5月14日に落成。命名権をロンドンのアビバ (保険会社)が取得した。
2011年5月にはUEFAヨーロッパリーグ 2010-11決勝を開催した。2024年にはUEFAヨーロッパリーグ 2023-24決勝を開催する予定。ただしUEFAの規定で、ダブリン・アリーナと呼ばれた。